# 毒男
毒男或毒女是一個次文化用語，一般指欠缺異性緣的單身男性或女性，源自日語「獨男」（即「獨身男性」）。這個詞先在日本網路討論區2ch的「獨身男性板」出現，由於日語「獨男」與粵語詞彙「毒男」同音，香港網友把該板戲稱為「毒男板」。

## 學者定義
香港城市大學應用社會科學系副教授及犯罪學課程主任黃成榮曾為電車男一詞（與毒男或宅男近似）下定義：「電車男普遍沒有女朋友，缺乏社交技巧，亦沒有可以宣洩性慾的對象」。他認為：「電車男平時會不停瀏覽網上色情資訊，沉迷女性的身材至不能自拔，故他們見到性感的女士會容易產生性衝動」。他不排除電車男會非禮那些衣着性感的𡃁模，對於動漫電玩節中有𡃁模被人非禮，他認為電車男犯案的機會很大。
黃成榮認為港鐵非禮罪案數字上升，亦與電車男和宅男有關，他分析：「港鐵近年路綫增加，人流上升，加上網上色情資訊氾濫，挑起青少年及成年人的性慾，由於經濟差令他們捨不得花錢嫖妓，故不少無業游民、宅男及電車男，唯有選擇在人多擠逼的港鐵車廂犯案」。

## 發展
「毒男」一詞出現後，亦出現指女性的毒女或「干物女」。後來由於不少人從互聯網接觸到日本次文化，加上《電車男》影集在華人地區相當受歡迎，「毒男」一詞就傳到華人地區，並基本上保留日文原來的意義。

## 詞彙應用情況
現時，這名詞廣泛見於香港互聯網和現實中，而且是貶損意味甚濃的一個歧視語，甚至有網民將其強化成「毒撚」。類似的用詞還有「宅男」（與御宅族意義不同）、電車男、「馱獸」（即卑躬屈膝討好異性的人），文彬等。由於不少網民都具備部份或全部毒男的特徵，毒男這個名稱亦因此迅速傳播。還有人設計了「毒男計分表」，列出一些聲稱是毒男的特徵，但不代表具體的客觀標準。
在某些地區如香港，毒男們時常與「港女」（即一些拜金、自戀的香港女性）針鋒相對，網上互數不是時而有之，媒體也偶爾借此炒作兩性話題。

## 外部連結
- 毒男用語集（日語）